# PyCharm
PyCharm je integrované vývojové prostředí pro Python vyvíjené českou firmou JetBrains. Samotné prostředí je napsané v kombinaci Javy a Pythonu a je multiplatformní, vydávané pro Linux, Microsoft Windows a macOS.
Z licenčního hlediska existují dvě varianty, Community Edition vydávané pod licencí Apache a se zdrojovým kódem dostupným na GitHubu, která je tedy svobodným softwarem, a Professional Edition vydávaná pod proprietární licencí. 
První verze byla vydána v roce 2010.